# Naprawdę nie dzieje się nic (utwór)
Naprawdę nie dzieje się nic – pierwszy singel polskiego wykonawcy poezji śpiewanej Grzegorza Turnaua, pochodzący z jego debiutanckiego albumu z 1991 pt. Naprawdę nie dzieje się nic.
Autorem tekstu do utworu jest Michał Zabłocki.